# Tashirojima
Tashirojima (田代島) és una illa petita d'Ishinomaki, a la Prefectura de Miyagi, al Japó. Es troba a l'oceà Pacífic vora la península d'Oshika, al nord de l'illa Aji. Tot i ser una illa habitada, la població és molt reduïda (unes 80 persones el 2015, comparat amb unes 1,000 els anys 50). Se la coneix com a "Illa dels gats" per la seva gran població de gats fers que s'aprofita de la creença local que alimentar es gats porta sort i fortuna. La població de gats de l'illa ja és més gran que la humana. A l'illa no es tenen gossos com a mascotes a causa de la gran població de gats.
L'illa està dividida en dos pobles/ports: Odomari (大泊, ōdomari) i Nitoda (仁斗田). L'illa veïna d'Aji pertanyua a la ciutat d'Oshika, mentre que Tashirojima formava part de la ciutat d'Ishinomaki. L'1 d'abril de 2005, Oshika es va fusionar amb Ishinomaki, així que ara ambdues illes formen part d'Ishinomaki.
Ja que el 83% de la població és gent gran, els pobles de l'illa han estat designats com a poble límit (限界集落, genkai-shūraku), que significa que, amb el 50% o més de la població major de 65 anys, la supervivència del poble està amenaçada. La majoria de la gent que viu a l'illa es dedica a la pesca o a l'hostaleria.
L'illa també es coneix com a illa Manga, ja que el mangaka Shotaro Ishinomori tenia previst traslladar-se a l'illa poc abans de morir. A l'illa hi ha allotjaments d'ambientació manga en forma de gat.

## Història
Al final del període Edo, a gran part de l'illa es criaven cucs de seda per a teixits. Els residents tenien gats per protegir els ratolins dels seus preciosos cucs de seda. El 1602 es va decretar l'alliberament de tots els gats de companyia del Japó per intentar contrarestar la creixent població de rosegadors que amenaçava la indústria dels cucs de seda. L'alliberament dels gats de Tashirojima és el que va crear la gran població salvatge de l'illa.
L'escola primària de Tashiro va tancar el 1989 i es va convertir en un centre educatiu. El centre educatiu va tancar l'any 2008. L'any 2000 es va construir Manga Island, un equipament turístic.
L'any 2011, el tsunami de Tōhoku va afectar l'illa, on va destruir el port i va provocar que el sòl s'enfonsés, deixant els pobles més exposats tant a les inundacions durant les marees altes com als forts vents costaners. La població local de gats va fugir terra endins per escapar del tsunami, i després només una part va tornar als pobles. El tsunami també va provocar un brot de parva a la regió, i almenys 80 gats van ser capturats i vacunats en qüestió de dies per prevenir la malaltia. A causa de la pèrdua del port, que era utilitzat principalment per un servei de ferri i per la petita indústria pesquera de Tashirojima, diversos pescadors i les seves famílies en van marxar.
L'any 2015, els treballadors del govern ja havien reconstruït gran part del port per elevar la costa i aturar les inundacions, però la indústria pesquera de l'illa continuava disminuïda. No obstant això, el turisme no va minvar, i almenys dos visitants habituals de l'illa s'hi van establir.

## Població felina
El 2015, la població humana era d'unes 80 persones, mentre que la població total de gats la superava en diversos centenars, amb almenys 150 gats residint permanentment en un dels pobles. Un veterinari viatjava a l'illa cada dos mesos per examinar els gats que viuen al poble. Tot i que la població de gats es compon principalment de mestissos i gats de races mixtes, una raça particular que es veu habitualment a l'illa és el Bobtail japonès.
A la cultura japonesa, es considera que els gats porten bona sort, diners i fortuna a tots els que se'ls troben. Fins i tot hi ha qui afirma que van ser els gats els que van evitar que la majoria de l'illa fos destruïda durant el terratrèmol i el tsunami de Tohoku del 2011.

## Santuari de gats

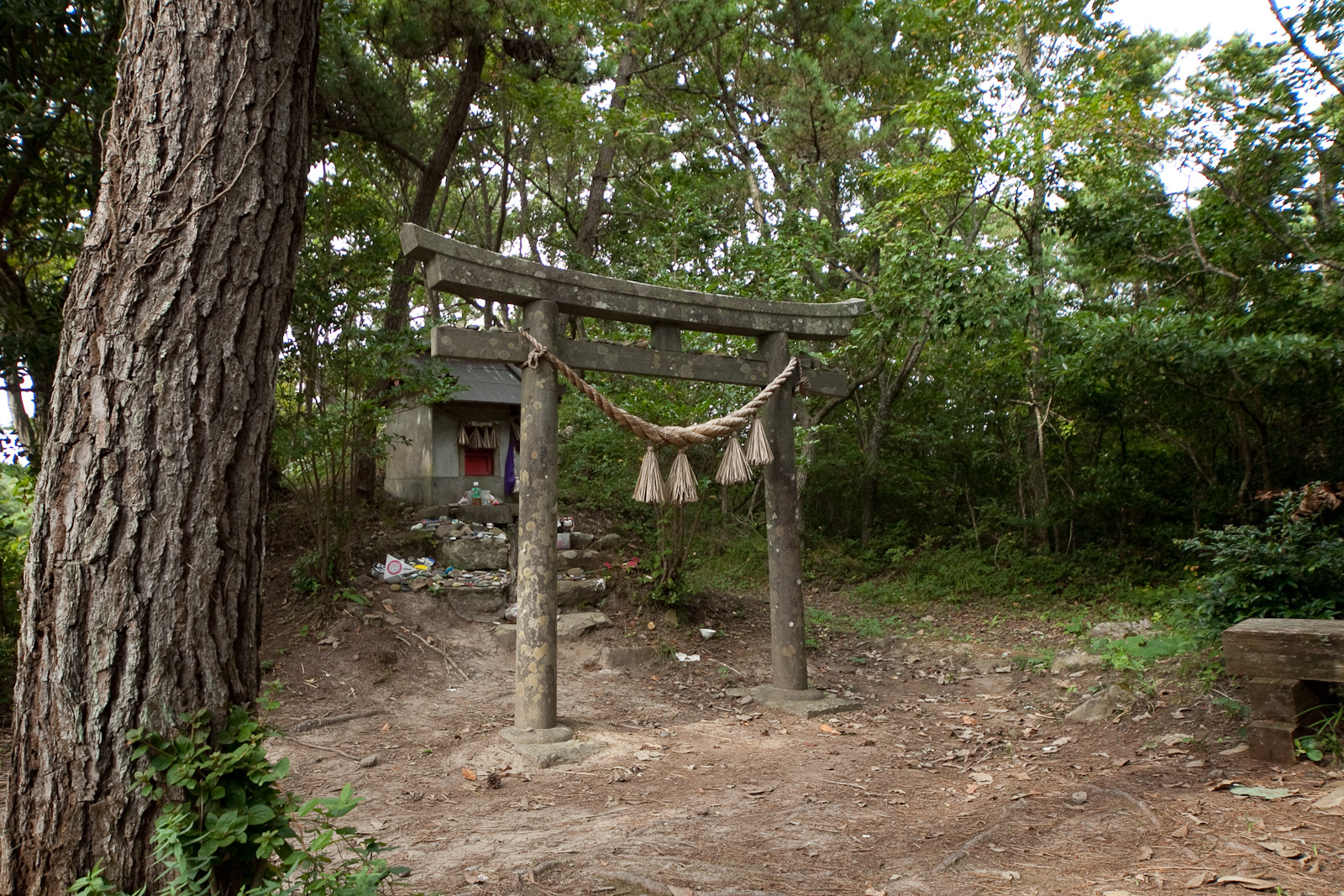
Santuari de gats

Hi ha un petit santuari de gats (猫神社, neko-jinja, temple de gats) al centre de l'illa, aproximadament a mig camí dels dos pobles. Antigament, els illencs criaven cucs de seda, i tenien gats per tal de mantenir a ratlla la població de ratolins (perquè els ratolins són un depredador natural dels cucs de seda). A l'illa es pescava amb xarxa fixa de manera habitual després del període Edo, i els pescadors d'altres zones venien i feien nit a l'illa. Els gats anaven a les fondes on s'allotjaven els pescadors a demanar les restes del menjar. Amb el temps, els pescadors van desenvolupar estima pels gats i els observaven atentament, interpretant les seves accions com a prediccions del temps i dels patrons dels peixos. Un dia, quan els pescadors estaven recollint pedres per utilitzar-les amb les xarxes fixes, una roca va caure i va matar un dels gats. Els pescadors, apenats per la pèrdua del gat, el van enterrar i li van consagrar aquest lloc de l'illa.
Hi ha almenys deu santuaris de gats a la prefectura de Miyagi. També hi ha 51 monuments de pedra en forma de gat, un nombre inusualment elevat en comparació amb les altres prefectures. En particular, aquests santuaris i monuments es concentren a la zona sud de l'illa, en superposició a les regions on es criaven els cucs de seda.

## Mencions als mitjans
L'any 2004, una parella es va traslladar a l'illa des de Sendai i va obrir una fonda per als viatgers anomenada Hamaya. L'any 2006 van començar un blog sobre l'illa i els seus habitants. El 20 de maig de 2006, Terebi Asahi va filmar a l'illa un episodi de Jinsei no Rakuen (人生の楽園), que fa esment de la gran població de gats. La pel·lícula de Fuji Terebi Nyanko the Movie (にゃんこ THE MOVIE) inclou una història sobre Droopy-Eared Jack (たれ耳ジャック, Tare Mimi Jack), un dels gats de l'illa. La pel·lícula es va convertir en una sèrie, l'última de la qual és Nyanko the Movie 4, estrenada el juliol de 2010. Com a resultat, molts amants dels gats vénen a l'illa i ja hi ha disponibles paquets turístics específicament per a "buscar al Jack". A l'illa ara es fan concursos i exposicions fotogràfiques de gats.
El 2012, la BBC va presentar una sèrie de televisió curta anomenada Pets – Wild at Heart ("mascotes - salvatges de cor"), que presenta els comportaments de les mascotes, inclosos els gats de l'illa.
El 2015, Landon Donoho, un cineasta independent, va finançar col·lectivament la producció d'un documental titulat Cat Heaven Island ("l'illa paradís dels gats"). Segueix les històries dels habitants de l'illa, tant antics com nous, humans i felins.

## Productes locals
- Ostres
- Orella de mar

## Accés
- 40 minuts amb la línia d'Ajishima (ferri). Tashirojima és a uns 15 km del centre d'Ishinomaki.